# Мици Грин
Ми́ци Грин (англ. Mitzi Green, произносится Ми́тси Грин), настоящее имя — Эли́забет Ке́но (англ. Elizabeth Keno; 22 октября 1920, Бронкс, Нью-Йорк, США — 24 мая 1969, Хантингтон-Бич, Калифорния, США) — американская актриса снимавшаяся в фильмах компаний Paramount и RKO в начале эпохи звукового кино. После работала в театре, а также в кино и на телевидении.

## Биография и начало карьеры
Элизабет Кено (это настоящее имя Митци Грин) родилась 22 октября 1920 года в Бронксе (штат Нью-Йорк, США) в семье, связанной с театральной сценой и в 1923 году дебютировала в водевиле своих родителей. Элизабет получила прозвище «Маленькая Мици» и позже взяла псевдоним Мици Грин в честь актрисы водевиля Мици Хейджос Маршалл.

## Кинокарьера
Мици дебютировала в кино в 1929 году, сыграв роль Зинни Уитер в фильме «Брачная площадка». В 1955 году Грин сыграла свою двадцатую роль в кино. Это была Куини Даган в телесериале «Что же, это Голливуд». Это была также и последняя роль Грин.
8 февраля 1960 года Мици получила звезду на Голливудский аллеи славы за вклад в киноиндустрию.

## Личная жизнь
В 1942—1969 года (до своей смерти) Мици была замужем за режиссёром Джозеф Пивни (1911—2008). У супругов было четверо детей.

## Смерть
48-летняя Мици скончалась 24 мая 1969 года после продолжительной борьбы с раком в Хантингтон-Биче (штат Калифорния, США).

## Избранная фильмография
| Год  |   | Русское название         | Оригинальное название       | Роль                                                 |
| ---- | - | ------------------------ | --------------------------- | ---------------------------------------------------- |
| 1929 | ф | Брачная площадка         | The Marriage Playground     | Зинни Уитер                                          |
| 1930 | ф | Любовь среди миллионеров | Love Among the Millionaires | Пенелопа Уиппл                                       |
| 1930 | ф | Том Сойер                | Tom Sawyer                  | Бекки Тэтчер                                         |
| 1931 | ф | Скиппи                   | Skippy                      | Элоиза                                               |
| 1931 | ф | Гекльберри Финн          | Huckleberry Finn            | Бекки Тэтчер                                         |
| 1931 | ф | Украденные драгоценности | The Stolen Jools            | камео, малышка Мици, раскрывшая кражу драгоценностей |
| 1940 | ф | Дорога на Санта-Фе       | Santa Fe Trail              | девочка на свадьбе                                   |
| 1955 | с | Что же, это Голливуд     | So This Is Hollywood        | Куини Даган                                          |